# دار الوادي (إب)

تعديل مصدري - تعديل

دار الوادي محلة تابعة لقرية دار الموية، التابعة لعزلة الموية بمديرية إب إحدى مديريات محافظة إب في الجمهورية اليمنية.، بلغ تعداد سكانها 37 حسب تعداد اليمن لعام 2004.